# 정종욱
정종욱(鄭鍾旭, 1940년 10월 31일 ~ , 경상남도 거창)은 대한민국의 외교관으로, 제3대 주중 대사를 지냈다.

## 학력
- 부산고등학교
- 서울대학교 외교학과 학사
- 하와이대학교 정치학 석사
- 예일대학교 정치학 박사

## 경력
- 1964년 ~ 1968년: 한국일보 기자
- 1968년 ~ 1969년: 하와이 East-West 센터
- 1969년 ~ 1970년: 하버드 대학교 부속 국제관계연구소 연구조교
- 1975년 ~ 1976년: 예일 대학교 정치학과 전임강사
- 1976년 ~ 1977년: 아메리칸 대학교 조교수
- 1977년 ~ 1986년: 서울대학교 조교수·부교수
- 1986년 ~ 1993년: 서울대학교 외교학과 교수
- 1993년 ~ 1994년: 대통령 외교안보수석비서관
- 1995년 ~ 1995년: 외무부 본부대사
- 1996년 ~ 1998년: 주 중국 대한민국 대사
- 1998년 ~ 2006년: 아주대학교 사회과학부 교수
- 2006년 ~ 2008년: 서울대학교 국제대학원 초빙교수
- 2010년: 동아대학교 국제학부 석좌교수
- 2013년 7월: 국가안보자문단 외교분과 자문위원
- 인천대학교 석좌교수
- 2014년 7월 ~ : 인천대학교 중국학술원 원장
- 2014년 7월: 통일준비위원회 부위원장
- 2015년 3월: 광복70년기념사업추진위원회 민간위원장
- 서울대학교 총동창회 명예부회장
- (사)21세기국가발전연구원 이사